# Flüchtlingslager Zamzam
Das Flüchtlingslager Zamzam (arabisch مخيم زمزم, DMG Muḫaiyyam Zamzam) war mit über einer halben Million Einwohnern eines der größten Flüchtlingslager für Binnenvertriebene im Sudan. Es befindet sich etwa 14 Kilometer südlich von al-Fāschir in Nord-Darfur und ist eines von drei großen Flüchtlingslagern in der Umgebung der Stadt. Im April 2025 wurde es von der paramilitärischen Miliz Rapid Support Forces (RSF) angegriffen und größtenteils durch Brandstiftung zerstört. Untersuchungen zählten über 1500 getötete Zivilisten.

## Geschichte
Das Flüchtlingslager Zamzam wurde 2004 während des Darfur-Konflikts für von vor Attacken der Dschandschawid Geflüchtete gegründet.
Seit 2023 beherbergte es in Folge des Mitte April ausgebrochenen Krieges zwischen den Sudanesischen Streitkräften (SAF) und Rapid Support Forces eine stark anwachsende Zahl an Binnenvertriebenen aus Nord- und Süd-Darfur.
Ab Juli 2024 kam es im Flüchtlingslager nach Einstufung der Integrated Food Security Phase Classification zu einer Hungersnot aufgrund mangelnder humanitärer Versorgung. Das Lager wurde von den Rapid Support Forces monatelang belagert und am 11. Februar 2025 angegriffen. Eine unbekannte Zahl Menschen wurde getötet. Tausende flohen zudem in den zu Fuß etwa zwei Tage entfernt gelegenen Ort Tawila. Am 11. April 2025 wurde es erneut angegriffen. Vermutlich rund 400.000 Menschen mussten aus dem Lager flüchten. Die Vereinten Nationen sprachen im April zudem von „Hunderten getöteten Zivilisten“, wohingegen eine im August veröffentlichte Untersuchung bis dahin über 1500 getötete Zivilisten zählte. Einige Schätzungen gehen von bis zu 2000 Getöteten aus. Darüber hinaus gab es Berichte von zahlreichen Vergewaltigungen sowie Folter. Auch neun Mitarbeiter von Relief International wurden getötet. Laut Ärzte ohne Grenzen flüchteten in den ersten Tagen etwa 20.000 Menschen nach Tawila. Zahlreiche Menschen kamen Berichten der Überlebenden zufolge jedoch auf dem Weg dorthin durch Wassermangel oder Angriffe von Banden ums Leben. Viele Menschen waren durch die Hungersnot vermutlich zu schwach zum Fliehen.
Das Flüchtlingslager Zamzam wurde von der RSF durch Brandstiftung größtenteils zerstört. Nach Satellitenaufnahmen wurde eine Fläche von etwa 1.183 km² niedergebrannt.

## Aufbau
Das Camp unterteilt sich in vier Zonen (A bis D). Es verfügte über ein medizinisches Zentrum, das bei den Angriffen ebenfalls niedergebrannt wurde.